# Liceo Andrés Bello (Caracas)
El Liceo Andrés Bello o más formalmente «Complejo Educativo Andrés Bello» es un histórica institución educativa construida en base al diseño del arquitecto venezolano Luis Eduardo Chataing y cuya edificación actual fue ejecutada durante el gobierno del general Isaías Medina Angarita en 1945. Se localiza específicamente en la Parroquia La Candelaria en el Municipio Libertador al oeste del Área metropolitana de Caracas o Distrito Metropolitano de Caracas entre el Parque Carabobo y la Galería de Arte Nacional de Venezuela.

## Historia
Inicialmente llamado «Escuela Politécnica venezolana» (1884-1904), y luego «Liceo Caracas» (1915-1925) y antes también «Colegio Federal de Varones» (1905-1915), su nombre posterior y actual le fue dado en honor al escritor, político y diplomático caraqueño Andrés Bello en  1925. En el año 1945, los bailarines argentinos Hery y Luz Thomson, quienes pertenecieron a la compañía Ballet del Coronel de Basil, emprendieron un proyecto en el Liceo Andrés Bello que se llamaría Cátedra de Ballet. Ese mismo año comenzaron las primeras clases formales de danza en Venezuela.
Actualmente es uno de los centros educativos más emblemáticos de la ciudad junto con los llamados "Caracas", "Aplicación", "Gustavo Herrera" y "Santos Michelena". Ha sido sometido a numerosas remodelaciones las más recientes se culminaron en 2006. Allí han recibido educación importantes personajes venezolanos. Entre ellos: Ramón J. Velázquez, periodista y presidente encargado de Venezuela entre 1993 y 1994; Édgar Sanabria, abogado y presidente encargado de Venezuela en 1959; Jacinto Convit, médico científico, descubridor de la vacuna contra la lepra; Carlos Cruz Díez, artista de arte cinético; Rómulo Gallegos, escritor, presidente de Venezuela en 1947, llegó a ser subdirector de la institución.
Comenzó en otra sede, en la casa del General José Antonio Páez en la esquina de Mamey, aproximadamente en el año 1884. Sus instalaciones están protegidas como patrimonio cultural de Venezuela.
Este liceo también cuenta con una coral (COLAB, Coral liceo "Andrés Bello") con un máximo de 40 integrantes, que han presentado en diversos lugares como en la Casa del Artista, el Teatro Municipal de Caracas y en el Teatro Teresa Carreño.
El liceo Andrés Bello es el centro de votación más grande del país y uno de mayor importancia en Caracas, donde para 2018 estaban registrados 12 200 electores.